# Seeing Double (film 1923)
Seeing Double è un cortometraggio muto del 1923 prodotto, diretto e interpretato da Eddie Lyons.

## Produzione
Il film fu prodotto dalla Eddie Lyons Comedies.

## Distribuzione
Distribuito dall'Arrow Film Corporation, il film - un cortometraggio di due bobine - uscì nelle sale cinematografiche USA il 10 agosto 1923.